# Estadio de Bata
Estadio de Bata je víceúčelový stadion v městě Bata v Rovníkové Guineji. Stadion měl původně kapacitu pro 22 000 diváků, ale kvůli Africkému poháru národu, který se v roce 2012 konal právě v Rovníkové Guineji, byl rozšířen na současnou kapacitu 37 500 míst. Na stadionu se odehrálo první utkání zmíněného šampionátu. Stadion se nachází pár kilometrů od pobřeží a součástí sportovního komplexu je i sportovní hala, krytý bazén a hotel.